# Anno von Sangerhausen

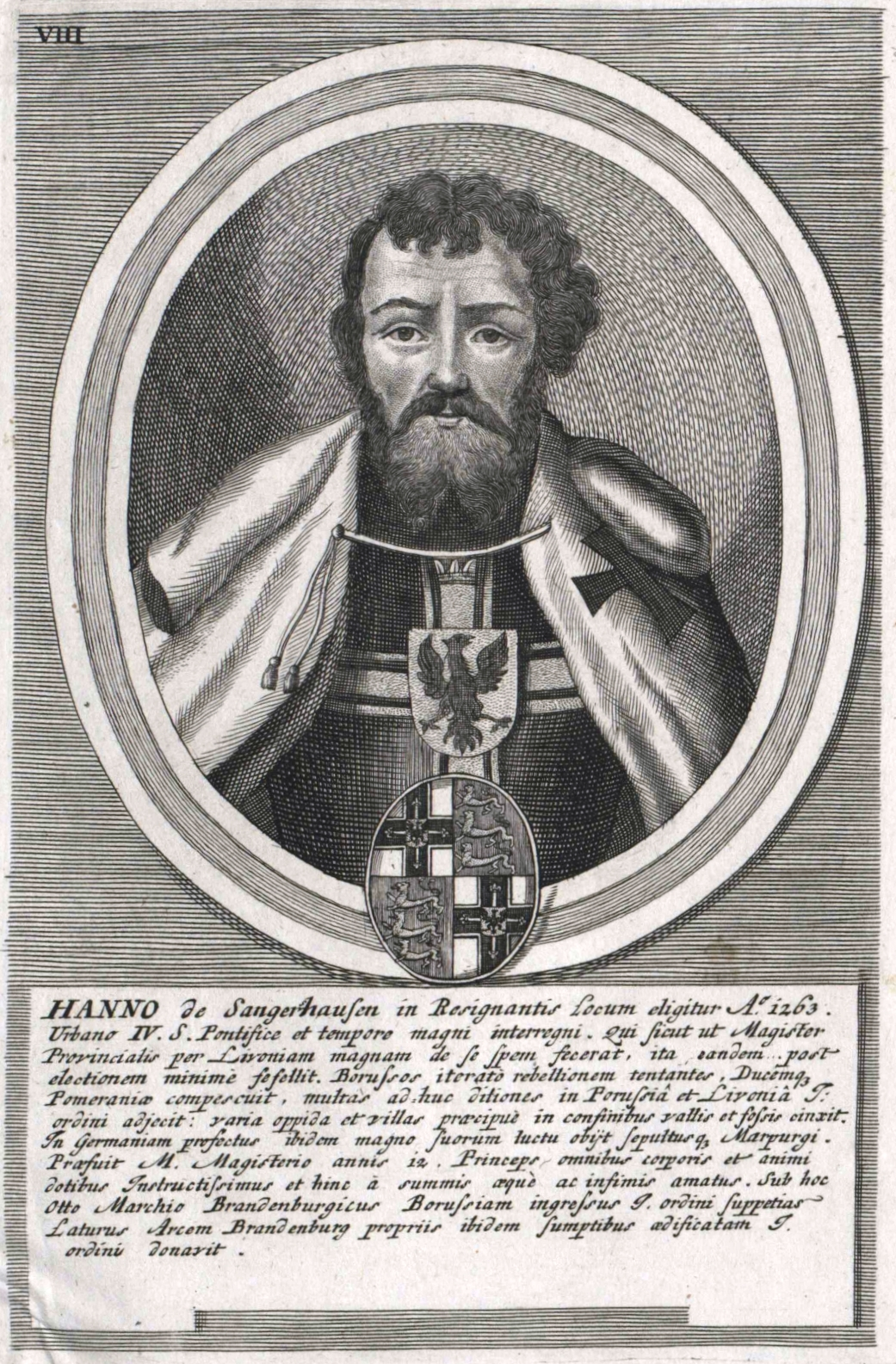
Anno von Sangerhausen

Hochmeisterwappen Annos von Sangerhausen

Anno von Sangerhausen (auch Hanno; † 8. Juli 1273) war von 1256 bis 1273 der 10. Hochmeister des Deutschen Ordens.

## Leben
Wie viele maßgebliche Personen aus der Anfangszeit des Deutschen Ordens in Preußen stammte auch Anno aus dem thüringischen Raum, wahrscheinlich gehörte er einer nach der Stadt Sangerhausen benannten Adelsfamilie an.
Von seinem Werdegang vor der 1254 erfolgten Berufung für den Orden zum Landmeister von Livland ist nichts bekannt. Zu seinen ersten Aktivitäten im Orden zählte die Mitwirkung beim Bau der Ordensburg von Memel. Mit der Stadt Riga schloss er 1255 ein Schutzbündnis und gewährte den Einwohnern Nutzungsrechte am nahegelegenen Kranjersee. Anschließend nahm er 1256 an der Eroberung des Samlandes teil. Im gleichen Jahr wurde Anno an Stelle des abgedankten Poppo von Osterna zum Hochmeister des Deutschen Ordens gewählt.
Während seiner Amtszeit wurde Königsberg angelegt und 1272 der Prußenaufstand niedergeschlagen. Anno richtete neue Komtureien ein und veranlasste die Besiedelung der eroberten Gebiete. Er unternahm mehrfach Reisen durch Europa und zu den Päpsten. Er suchte Klöster auf, um sie zur Unterstützung des Deutschen Ordens zu bewegen, und bei Papst Urban IV. erreichte er den Ablass für Kreuzritter auf Preußenfahrt. Auch bei Urbans Nachfolger Papst Clemens IV. wurde Anno vorstellig und warb für weitere Unterstützung der Kreuzzüge nach Preußen und Livland. Da sich zu Annos Zeiten der Ordensitz noch in Akkon befand, kümmerte sich der Hochmeister auch um die Belange im östlichen Mittelmeerraum. So schloss Anno von Sangerhausen 1271 mit Kleinarmenien einen Vertrag über Wegzölle. Er starb 1273 auf einer Reise, die ihn in den deutschen Raum führte.